# Tierra Colorada (Chiapas)
Tierra Colorada es una localidad del estado mexicano de Chiapas. Es parte del municipio de Bochil.

## Demografía
| Gráfica de evolución demográfica |
|                                  |

| Censo | Población |
| ----- | --------- |
| 1940  | 61        |
| 1950  | 25        |
| 1960  | 40        |
| 1970  | 250       |
| 1980  | —         |
| 1990  | 252       |
| 2000  | 535       |
| 2010  | 789       |
| 2020  | 1 105     |